# Lijst van lokale Leefbaren
Dit is een lijst van Nederlandse lokale politieke partijen met 'Leefbaar' in de naam. 
- Leefbaar 3B (Lansingerland)
- Leefbaar Albrandswaard (2002-2006)
- Leefbaar Albrandswaard (2017-heden)
- Leefbaar Alkmaar
- Leefbaar Almelo
- Leefbaar Almere
- Leefbaar Amsterdam
- Leefbaar Apeldoorn
- Leefbaar Arnhem
- Leefbaar Brabant/BOF
- Leefbaar Capelle
- Leefbaar Delft
- Leefbaar Den Haag
- Leefbaar Dronten
- Leefbaar Eindhoven
- Leefbaar Hilversum
- Leefbaar Krimpen
- Leefbaar Krimpenerwaard
- Leefbaar Leiden
- Leefbaar Lelystad
- Leefbaar Maessluys
- Stadspartij Leefbaar Mestreech
- Leefbaar Noord (Amsterdam)
- Stadspartij Leefbaar Nijmegen
- Leefbaar Oegstgeest
- Leefbaar Purmerend
- Leefbaar Ridderkerk
- Leefbaar Rotterdam
- Leefbaar Schouwen-Duiveland
- Buitengewoon Leefbaar (Steenwijkerland)
- Leefbaar Tynaarlo
- Stadspartij Leefbaar Utrecht
- Leefbaar Vlaardingen
- Leefbaar Zeewolde
- Leefbaar Zoetermeer
- Leefbaar Zuid-Holland